# Felipe Martins
Luiz Felipe Barros Martins Rodrigues (Rio de Janeiro, 21 de novembro de 1960), mais conhecido como Felipe Martins, é um ator brasileiro.

## Carreira
Iniciou suas atividades como ator em 1978, no Colégio Andrews, no Rio de Janeiro, sob a direção de Miguel Falabella e Maria Padilha. Em O Tablado, de Maria Clara Machado, trabalhou em espetáculos com o diretor Carlos Wilson, com quem fez  o grande sucesso Capitães da Areia, de Jorge Amado e o dirigiu também em 1983, no espetáculo "Os 12 Trabalhos de Hércules", recebendo o Prêmio MEC Troféu Mambembe como revelação de ator. Dois anos depois, em 1985, é premiado, novamente, com o Mambembe, por seu desempenho no espetáculo "Beto e Teca", de Volker Ludwig, com direção de Renato Icarahy, no Grupo TAPA. A partir de 1984, iniciou sua carreira como Diretor Teatral.
Nos palco, participa dos elencos de "Yes, Nós Temos Banana"; "Divina Lapa - Melodia Carioca", de Teresa Frota, e "O Que Diz Molero", de Dinis Machado, entre outros.
Na televisão, atua nas novelas e minisséries  Mandala, A Viagem, Os Maias, Labirinto, Perigosas Peruas, “Lua Cheia de Amor, Top Model, Vidas Opostas A Lei e o Crime e Anos Dourados entre outras.
No final de 1990, antes do início da segunda edição do Rock In Rio, a Globo exibiu Rock Preview, programa com duas inserções diárias apresentadas por Felipe Martins que mostrava curiosidades e contava histórias sobre os ídolos do rock, além de analisar os ritmos e as tendências musicais da época. O ator aparecia diante de uma ilha de edição de vídeo, comentando imagens, clipes e reportagens externas num estilo ágil.
A partir de 1995, inicia viagens por 75 cidades do Brasil ministrando cursos e palestras. Em 1998, funda junto com o Produtor Marcelo Pires o Espaço Cultural Felipe Martins, em Botafogo, no Rio de Janeiro, com um total de 12.000 alunos; após dez anos de excursões pelo Brasil, preparando e lançando no mercado de trabalho nomes relevantes da dramaturgia brasileira atual como os atores Arthur Aguiar, Mel Maia, Nathália Guimarães, Antônio Firmino, Pedro Malta, Marcos Pitombo, Dja Marthins. Pedro Brício, Fernanda de Freitas entre outros...
No cinema,destaque para, "Banana Split",  "For All", “Meu Nome Não É Johnny" e "Tempos de Paz"
Em 2020. com a pandemia do Coronavirus, juntou-se aos amigos Felipe Camargo, Roney Vilela, Edgard Amorim,Luciano Sabino e Stepan Nercessian e criaram o canal Essescaravelhos, onde tratam de assuntos variados em encontros remotos.

## Filmografia

### Televisão
- 2014 - Milagres de Jesus (Record) - Isaac
- 2013 - Uma Noite de Arrepiar (Record) -Mordomo\Carteiro\Capitão do barco
- 2013 - Pecado Mortal (Record)  - Euzébio
- 2011 - Vidas em Jogo (Record)  - José Rodrigues Nonato (Zé)
- 2010 - A História de Ester (Record) - Bigtã
- 2009 - A Lei e o Crime (Record) - André
- 2008 - Negócio da China - Médico
- 2006 - Vidas Opostas[10](Record)  - Pé de Pato
- 2006 - Filhos do Carnaval (HBO)  - Zé Júlio
- 2005 - Floribella (Band)  - Juarez
- 2004 - Linha Direta Justiça - Miguel José Viana (vítima) (Caso Máscaras de Chumbo)
- 2003/2004 - Kubanacan - Enfermeiro do Hospício
- 2003 - Agora É que São Elas - Nilo
- 2002 - Brava Gente - Loucos de Pedra
- 2002 - O Beijo do Vampiro - Breguete
- 2001 - Os Maias[11]  - Eusébio Silveira
- 2001 - Pícara Sonhadora  - Antonio Celso Molina
- 1998 - Labirinto - Raul[12]
- 1997 - O Desafio de Elias[13](Record)
- 1997 - Uma janela para o céu (Record)  - Aparecido
- 1997 -  Caça-Talentos - Príncipe Igor (Corcunda)
- 1996 - Vira Lata[14] - Esmeraldo
- 1995 - Malhação - Mickey
- 1995 - Você Decide - Episódio O Jogador, 27/05/1995
- 1994 - A Viagem - [15] Otávio Jordão Júnior (Tato)
- 1992 - Perigosas Peruas[16] - João Maluco
- 1992 - Você Decide - Verdades & Mentiras - 28/10/1992
- 1990/91- Rock Preview[17] - Cobertura Rock In Rio II Direção: Rogério Gomes "Papinha"
- 1990 - Lua Cheia de Amor[18] - Lourenço
- 1990 - Quem Fica em Casa é Caramujo (Teletema)
- 1990 - Top Model[19]- Jacaré
- 1988 - Cocó My Darling  (especial)
- 1988 - Grupo Escolacho (especial) [20]
- 1987-1989 - Chico Anisio Show[21]
- 1987/1988 - Mandala (novela)[22] - Dias Gomes - Wanderley
- 1986 - Esse Tal de Rock'n'Roll (Teletema) Ricardo Linhares Direção: Boninho e Álvaro Osório
- 1986 - Anos Dourados - Gilberto Braga, Direção: Roberto Talma - Betinho
- 1986 - De Quina pra Lua Alcides Nogueira - Direção: Atilio Ricó e Mário Márcio Bandarra
- 1983 - Poeta Mário Quintana Fantástico - Direção: Herbert Richers Jr.
- 1982 - Chico Anysio Show - Rodolfo
- 1981 - Homenagem à Elvis Presley Fantástico - Direção: Domingos de Oliveira

### Internet
- 2020/21 - Essescaravelhos - Canal do Youtube[23]

### Cinema
- 2012 - "Disparos" - Juliana Reis
- 2009 - Tempos de Paz - Daniel Filho
- 2008 - Meu nome não é Johnny -  Mauro Lima - Personagem: Fernando
- 2004 - RGB: RedGreenBlue - Thiago
- 1997 - For All - O Trampolim da Vitória - Luiz Carlos Lacerda e Buza Ferraz
- 1995 - Guerra no Céu - São Miguel Arcanjo
- 1994 - No Mundo Da Lua - Isaac Para-Pedro
- 1988 - "Banana Split" - Paulo Sérgio Almeida
- 1986 - A Espera - Luiz Fernando Carvalho e Maurício Farias
- 1985 - Além da paixão - Ratinho
- 1984 - Garota Dourada - Antônio Calmon

### Teatro
- 2016 - "Repertório Shakespeare" (Macbeth e Medida por Medida) de William Shakespeare, Direção: Ron Daniels
- 2015 - "Um Estranho no Ninho" de Dale Wasserman, Tradução: Ricardo Ventura,  Direção de Bruce Gomlevsky
- 2014 - "Kalocaína" de Karin Boye, Direção de Michel Bercovitch
- 2010 - Macbeth De William Shakespeare. Direção de Aderbal Freire Filho.
- 2008 - Nariz de Prata de Vanessa Dantas, Direção de Suzana Kruger
- 2004 - "O Que diz Molero" de Dinis Machado. Direção de Aderbal Freire Filho.
- 2004 - "Lily et Lily - de Pierre Barillet et Jean-Pierre Gredy, Teatro Maison de France (Em Francês)
- 2003 - "Vida Dupla". Direção Cadu Fávero
- 2001 - "Plunct! Plact! Zuuuuum!" - Direção: Fabiano Vanucci
- 2000 - "Restos Humanos Não Identificados - A Verdadeira Natureza do Amor". Direção: Maurício Paroni de Castro.
- 2000 - "Ærótica Portuguesa" Texto e Direção: Maria Tereza do Amaral.
- 2000 - "Caiu na Rede é Peixe" - de Mauro Ferreira Direção: Régis Faria.
- 1998 - "Muito Barulho por Nada"[24] de William Shakespeare, Direção: Michel Bercovitch. Teatro Glaucio Gill
- 1996 - "Branca de Neve em Chicago", de José Wilker e Marcelo Saback. Direção de Eduardo Martini
- 1996 - "A Dama do Mar" de Henrik Ibsen, Direção: Ulysses Cruz
- 1996 - "Sonho de uma Noite de Verão" de William Shakespeare. Direção: Michel Bercovitch.
- 1995/96 - "Lima Barreto ao Terceiro Dia" de Luis Alberto de Abreu, Direção: Aderbal Freire Filho.[25]
- 1995 - "Lágrimas de um Guarda-Chuva" - Eid Ribeiro
- 1994 -" O Rei Pasmado e a Rainha Nua". Direção de Márcio Augusto.
- 1993 - "O Topo da Montanha", de Teresa Frota. Direção de Renato Icarahy
- 1992 - "Othello" de William Shakespeare, Direção: Fabrizia Pinto e Rennê Birocchi- Festival de Curitiba / Teatro Nélson Rodrigues
- 1991 - "Em Nome do Pai" de Alcione Araújo. Direção: Rubens Corrêa.
- 1990 - "Babalu" Denise Crispum - Direção: Carina Cooper
- 1990 - "Somente Entre Nós" - de Reginaldo Faria, Direção: "Roberto Frota" - ABEL - Estoril (Portugal) [26]
- 1989/90 - "O Rei Arthur e Os Cavaleiros da Távola Redonda" - Direção: Celso Lemos
- 1989 - "Os Doze Trabalhos de Hércules (1ª Parte)" (Remontagem) - Direção Carlos Wilson
- 1988 - "Uma Vez Mais", de Woody Alle. Direção: Rubens Corrêa
- 1988 - "Beto e Teca" (Remontagem) - Wolker Ludwig - Direção: Renato Icarahy
- 1988 "Tributo" - Bernard Slade - Direção: Antônio Mercado
- 1987 "Pinocchio" - de Carlo Collodi, GRUPO TAPA tradução: Eduardo Tolentino e Renato Icarahy, Direção: Eduardo Tolentino.[27]
- 1987 " O Ateneu" Raul Pompéia Direção: Carlos Wilson
- 1987 - "Sonhatos de Monteiro, um Sonho de Lobato". Direção: Marcelo de Barreto.[28]
- 1987 - "A Cerimônia do Adeus", de Mauro Rasi. Direção: Paulo Mamede.
- 1985/1986 - "Os Doze Trabalhos de Hércules - 2ª Parte" Monteiro Lobato - Direção Carlos Wilson
- 1985 - Beto e Teca - Wolker Ludwig Grupo TAPA. Direção: Renato Icarahy (Prêmio Mambembe - Ator Infantil.)
- 1985 - "As Aventuras de Tom Sawyer" - Mark Twain  Direção Roney Vilella e Roberto Bomtempo
- 1984 -" O Doente Imaginário" de Molière. Direção de José Eudes.
- 1984 - "Nossa Cidade" de Thorton Wilder, direção Carlos Wilson.
- 1983 - "Os Doze Trabalhos de Hércules" de Monteiro Lobato. Direção de Carlos Wilson. (Prêmio Mambembe - Ator Revelação - Infantil).
- 1982 - "Capitães da Areia" de Jorge Amado. Direção de Carlos Wilson.
- 1982 - "Adeus Fadas e Bruxas" - Ronaldo Ciambroni Direção: Maria Luisa Macedo
- 1982 - "Rocky Horror Show". - Richard O'Brien Direção: Maria Padilha e Miguel Falabella
- 1981 - "A Receita do Sucesso" - Mauro Rasi e Vicente Pereira - Direção: Jorge Fernando
- 1981 - "A Muralha da China" - Max Frisch Direção: Ariel Coelho
- 1981 - Maria Palmeira Maria (Corta ou não corta) -  Cláudia Gonçalves Pinto Direção: Eduardo Tudella
- 1981 - "Ubu-Rei" - Alfred Jarry Direção: Maria Padilha e Miguel Falabella
- 1979/1980 - "Sonho de Uma Noite de Verão" de Willian Shakespeare. Direção: Maria Padilha e Miguel Falabella (TACA)
- 1978 - "O Tempo e os Conways" - J. B. Priestley - Direção Miguel Falebella e Maria Padilha (TACA)